# Jacob Duck
Jacob Duck, auch Duyck geschrieben (* um 1600; † 22. Januar 1667 in Utrecht), war ein niederländischer Genremaler und Radierer.

## Leben
Duck wurde zunächst als Lehrjunge in der Gilde zu Utrecht eingetragen und wurde dort zwischen 1626 und 1632 Meister. Er war dort bis 1646 aktiv, arbeitete von 1636 bis 1650 aber auch in Haarlem und ging 1656 nach Den Haag, wo er bis 1660 blieb. Nach seinen Gemälden zu urteilen, die zumeist Genreszenen aus dem Soldatenleben oder einfache Gesellschaftsstücke zeigen, könnte er sich bei Pieter Codde, Dirk Hals oder A. Palamedes fortgebildet haben, da sie diesen von Stil her ähneln.
Seine Werke unterscheiden sich von denen dieser Künstlern durch einen feinen, braungrauen Ton oder die kräftig betonten Lokalfarben der prächtigen Seidengewänder. Eine Eigenart seiner Figuren tritt dabei besonders auf seinen Spätwerken durch die übermäßige Länge der Gestalten auf. Seine Bilder zeigen auch einen gewissen Mangel an Linienperspektive. Viele seiner Gemälde kamen in namhafte Sammlungen und Museen. Er fertigte auch zahlreiche getuschte Feder- oder Kreidezeichnungen und Radierungen. Er wurde früher oft mit dem Tiermaler Jan oder Johan le Ducq verwechselt.

## Werke (Auswahl)

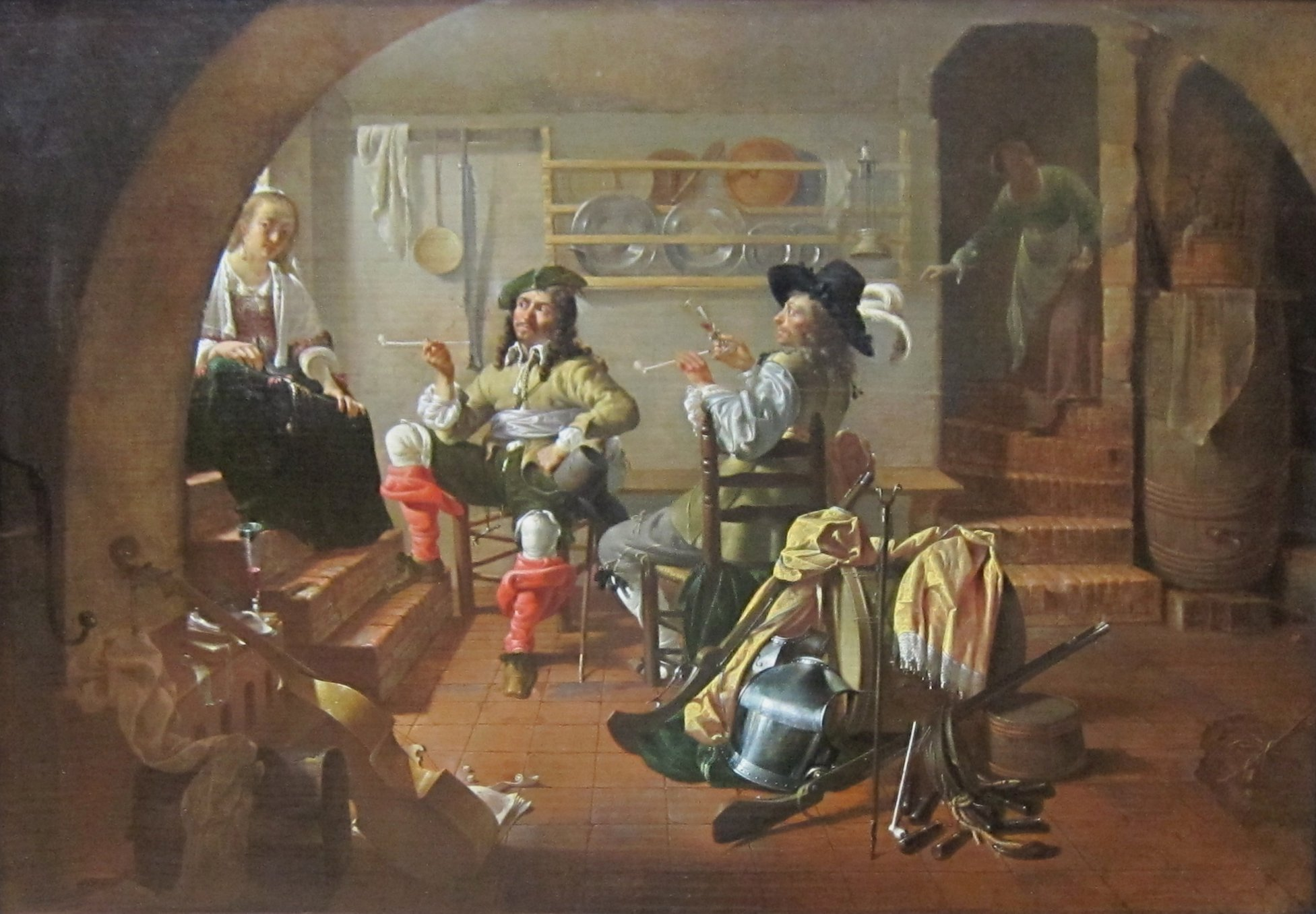
Innenraum mit Soldaten und Frauen

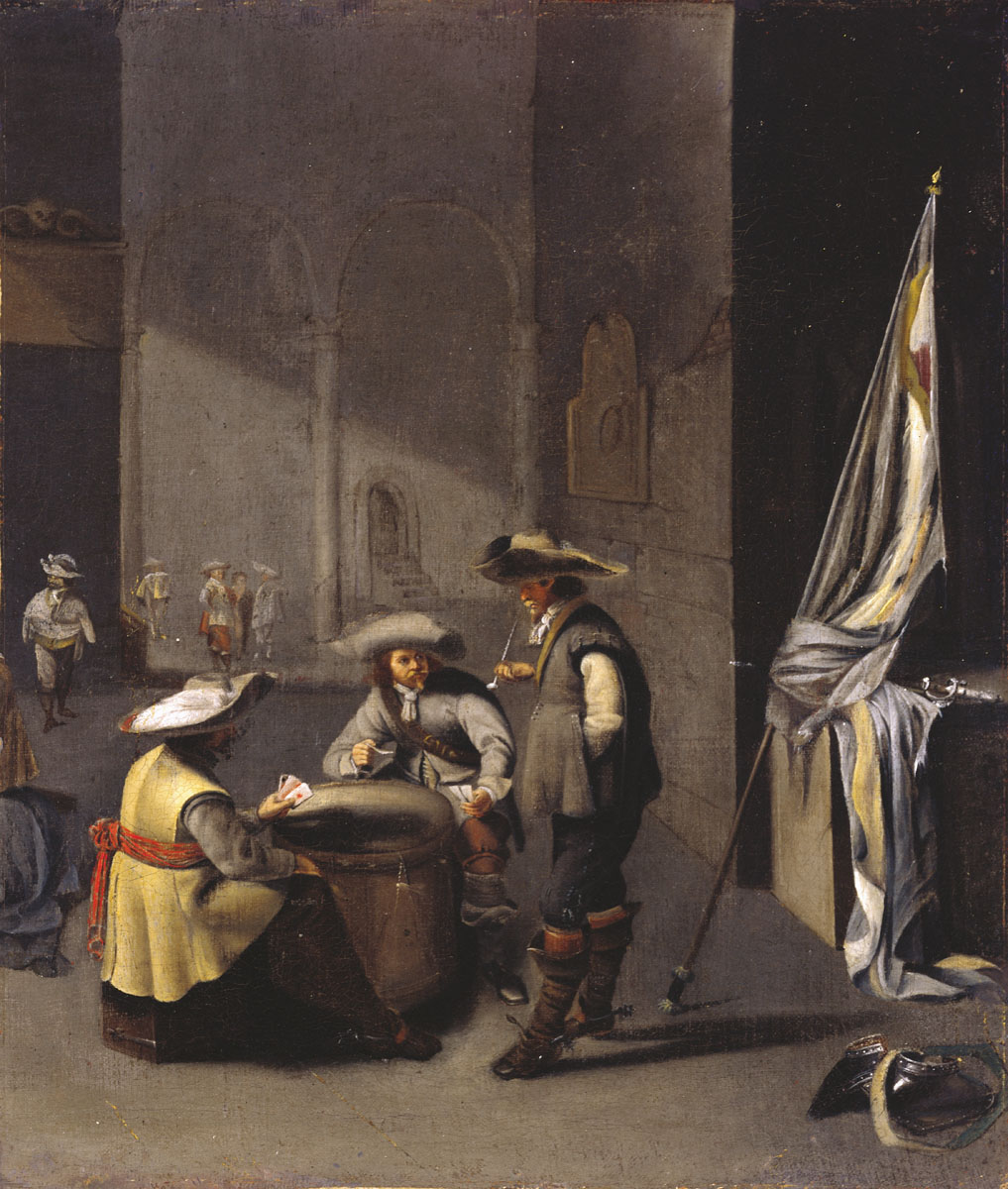
Wachstube mit Soldaten beim Kartenspiel

Thematisch beschäftigte er sich zumeist mit Soldaten im Lager, in der Wachtstube oder bei Dirnen, er malte aber auch Szenen von  Plünderungen. Die Proportionen und Perspektiven auf seinen zumeist kleinformatigen Werken stimmen oftmals nicht.
- Pferdestall mit Soldaten
- Szene in einem Weinkeller
- Ein Kavalier und zwei musizierende Damen
- Musikalische Unterhaltung
- Ein Frauenzimmer im weißen Atlaskleide, auf dem Tische sitzend, vor ihr ein Kavalie
- Gefangene werden vor einen Hauptmann geführt
- Das Verhör einer Edelfrau durch plündernde Soldaten